# Scott Fraser (Fußballspieler, 1995)
Scott Fraser (* 30. März 1995 in Dundee) ist ein schottischer Fußballspieler, der zuletzt beim FC Dundee unter Vertrag stand.

## Karriere
Scott Fraser wurde im März 1995 in der Hafenstadt Dundee geboren. Er begann seine Fußballkarriere beim Longforgan Boys Club aus dem rund 8 km westlich seiner Geburtsstadt gelegenen Ort Longforgan. Als Schüler der Menzieshill High School wechselte Fraser im Jahr 2005 zu Dundee United. Bereits im Alter von 16 Jahren unterschrieb er im Jahr 2011 seinen ersten Profivertrag. Während der Vorbereitung mit der ersten Mannschaft auf die neue Saison 2011/12 brach er sich ein Bein und fiel dadurch für längere Zeit verletzungsbedingt aus. Nach seiner Rückkehr spielte Fraser eine Saison in der U-20 der Tangerines. Im April 2014 verlängerte er seinen Vertrag bis Juni 2016. Im Mai desselben Jahres gab Fraser sein Debüt für United gegen Celtic Glasgow im Paradise. Es war der letzte Spieltag der Saison 2013/14 als ihn Manager Jackie McNamara für John Rankin einwechselte. Im Oktober 2014 wurde der 19-jährige Fraser für die gesamte Spielzeit 2014/15 an den schottischen Drittligisten Airdrieonians FC verliehen. Für diesen absolvierte er 28 Ligaspiele und konnte dabei fünf Tore erzielen. In der Saison 2015/16 stand Fraser wieder im Profikader von United. Am 2. Spieltag gegen den FC Motherwell war er erstmals in der Startelf zu finden.
Im Juli 2018 verließ Fraser seine schottische Heimat und spielte fortan in der dritten englischen Liga, zunächst für zwei Jahre für Burton Albion, danach für die Milton Keynes Dons und ab Juli 2021 per Dreijahresvertrag für Ipswich Town.